# Mark Rutte
Mark Rutte (La Haya, 14 de febrero de 1967) es un político, profesor e historiador neerlandés que se desempeñó como primer ministro de los Países Bajos desde 2010 hasta 2024. El 1 de octubre de 2024 asumió el cargo de secretario general de la OTAN sustituyendo al noruego Jens Stoltenberg. Fue líder del Partido Popular por la Libertad y la Democracia desde 2006 a 2023.
Aunque Rutte y su gabinete dimitieron en respuesta al escándalo de las prestaciones de cuidado infantil,  el VVD ganó las elecciones generales de 2021. Rutte comenzó su cuarto mandato en 2022 después de otro período de formación de duración récord. El 7 de julio de 2023, anunció la dimisión de su gobierno después de que su coalición no lograra ponerse de acuerdo sobre cómo gestionar el aumento de la migración.  Desde entonces, su gobierno ha asumido un papel provisional en espera de la formación de un nuevo gabinete.

## Biografía
Mark Rutte nació en La Haya el 14 de febrero de 1967 en el seno de una familia fiel a la Iglesia reformada neerlandesa; militaban en el Partido Antirrevolucionario y luego en la Llamada Democristiana.
Rutte se graduó en Historia de los Países Bajos en la Universidad de Leiden en 1992. Mientras estudiaba en la universidad, formó parte de la Junta Directiva de la organización juvenil del Partido Popular por la Libertad y la Democracia (VVD por sus siglas en neerlandés), un partido liberal de centroderecha; siendo presidente de esa rama juvenil entre 1988 y 1991.
El mismo año de su graduación en la universidad, 1992, Rutte entró a trabajar en la empresa multinacional de capital británico y neerlandés Unilever; ocupándose de la formación del personal y participando en varias reorganizaciones, hasta 1997, cuando fue ascendido a jefe de personal al servicio de Van den Bergh Netherlands. En el 2000 Rutte fue designado para el Grupo Corporativo de Recursos Humanos. En 2002 fue nombrado director de Recursos Humanos de IGLOMora Groep BV, una subsidiaria de Unilever.
Paralelamente Rutte proseguía con su carrera política como miembro de la Junta Directiva del VVD entre 1993 y 1997; y en 2002 fue miembro del comité del partido encargado de las nominaciones para las elecciones parlamentarias de ese año.
El 22 de julio de 2002 Rutte fue nombrado secretario de Estado (cargo equivalente a viceministro en la estructura constitucional neerlandesa) de Asuntos Sociales y Empleo; permaneció en ese cargo hasta el 16 de junio del 2004. Entre el 16 de junio del 2004 y el 27 de junio de 2006 fue secretario de Estado de Educación, Cultura y Ciencia.
El 31 de mayo de 2006 Rutte fue elegido líder del Partido Popular por la Libertad y la Democracia en una elección interna en la que obtuvo el 51,5 % de los votos de los miembros del partido.
Desde el 28 de junio de 2006 Rutte es diputado en la Segunda Cámara de los Estados Generales (Cámara Baja del Parlamento neerlandés); desde el 29 de junio de ese mismo año es el líder del grupo parlamentario de su partido en la Cámara.
Se describe como admirador de los líderes británicos Margaret Thatcher y Winston Churchill y de los estadounidenses Ronald Reagan y Bill Clinton.

## Primer ministro de los Países Bajos

### Primer gobierno (2010-2012)
El 9 de junio de 2010 se celebraron elecciones parlamentarias en los Países Bajos. El Partido Popular por la Libertad y la Democracia de Rutte obtuvo el primer lugar en los resultados oficiales definitivos, al conseguir 1 929 575 votos populares equivalentes al 20,50 % del total de los sufragios emitidos obteniendo así 31 diputados en la Segunda Cámara de los Estados Generales.
Sin embargo, el VVD se quedó muy lejos de la mayoría absoluta de 76 diputados que necesitaba para poder elegir primer ministro a Rutte y formar gobierno en solitario, por lo que se vio obligado a negociar con los otros partidos para formar gobierno.
El partido que quedó en segundo lugar en las elecciones, el Partido del Trabajo (PvdA por sus siglas en neerlandés), un partido socialdemócrata que obtuvo 1 848 805 votos, el 19,60 % del total y 30 diputados.
El tercer lugar fue para el Partido por la Libertad (PVV), un partido liberal y nacionalista derechista que algunos de sus críticos consideran de extrema derecha por el radicalismo de su oposición a la influencia cada vez mayor del islam en la sociedad neerlandesa; este partido obtuvo 1 454 493 votos es decir el 15,40 % y 24 diputados. En cuarto lugar llegó el partido Llamada Democristiana (CDA), democristiano de centroderecha del entonces primer ministro Jan Peter Balkenende, que obtuvo 1 281 886 sufragios equivalentes al 13,60 % y 21 diputados.
El quinto lugar fue para el Partido Socialista (SP) un partido socialista democrático que obtuvo 924 696 votos equivalentes al 9,80 % y 15 diputados. En sexto lugar llegó Demócratas 66 (D66) un partido socioliberal de centroizquierda que obtuvo 654 167 sufragios equivalentes al 6,90 % y 10 diputados. El séptimo lugar fue para Izquierda Verde (GL) un partido ecologista de izquierda que obtuvo 628 096 votos equivalentes al 6,70 % y 10 diputados.
El octavo lugar fue para la Unión Cristiana (CU), de centro conservador que obtuvo 305 094 votos equivalentes al 3,20 % y 5 diputados. El noveno lugar fue para el Partido Político Reformado (SGP), cristiano de derecha que obtuvo 163 581 sufragios equivalentes al 1,70 % y 2 diputados. El décimo lugar fue para el Partido por los Animales (PvdD), ecologista defensor de los derechos de los animales que obtuvo 122 317 votos equivalentes al 1,30 % y 2 diputados.
Ante estos resultados tan fragmentados, eran varias las opciones para cerrar un acuerdo y formar un gobierno de coalición presidido por Rutte como primer ministro; sin embargo, todas las opciones eran difíciles de concretar. El 2 de junio la reina Beatriz I de los Países Bajos encargó a Rutte que explorara esas opciones para formar un nuevo gobierno encabezado por él, con lo que dio inicio a los contactos formales.
Una opción era formar un gobierno de derecha integrado por el VVD de Rutte, el PVV y el CDA; este eventual gobierno contaría con 76 diputados, el mínimo necesario para formar gobierno y elegir al primer ministro, y era la opción favorita de Rutte ya que le hubiera permitido desarrollar mejor su programa de gobierno al contar con socios afines ideológicamente. Pero esta opción enfrentaba el gran obstáculo de la oposición de los democristianos de la CDA a aliarse con el PVV por sus posiciones consideradas extremistas; posiciones que no molestan a Rutte que piensa que existen grandes similitudes entre el programa de gobierno de su partido y el programa del PVV en lo que se refiere a frenar la inmigración. Rutte entabló negociaciones para explorar esta opción, pero aunque invirtió mucho tiempo en ellas no logró vencer la negativa de los democristianos.
Otra opción era un gobierno formado por el VVD, el CDA y los laboristas del PvdA, una alternativa que contaría con 82 diputados; pero esta opción también era bloqueada por los democristianos que no deseaban estar en un gobierno con sus rivales laboristas, y por el contrario se mostraban hasta ese momento más inclinados a pasar a la oposición.
La otra opción posible era un gobierno formado por el VVD, el PvdA, D66 y el GL, una alternativa que contaría con 81 diputados; pero ésta era la opción que menos le gustaba a Rutte porque sus tres socios serían partidos de izquierda con los que tiene profundas diferencias programáticas y por eso Rutte no podría llevar a cabo la mayoría de las medidas de gobierno que se había planteado en su programa de gobierno y estaría muy atado de manos para gobernar. Aunque Rutte negoció con los tres partidos esta alternativa luego del fracaso de su primera negociación con los partidos de derecha, lo hizo sin mucho entusiasmo y pronto las suspendió por falta de acuerdo.
El 28 de septiembre de 2010, Rutte consiguió llegar a un acuerdo con Geert Wilders, el controvertido líder del Partido por la Libertad, y con el líder de la Llamada Democristiana, Maxime Verhagen; en virtud de ese acuerdo el Partido Popular por la Libertad y la Democracia de Rutte y la Llamada Democristiana formarían el nuevo gobierno con Rutte al frente como primer ministro. El nacionalista Partido por la Libertad no formaría parte de este gobierno, pues no tendría ministros en el mismo; pero si participaría en el diseño de su programa de gobierno y lo apoyaría desde el Parlamento con los votos de sus diputados, permitiendo así su investidura. Se trataría pues de un gobierno de minoría parlamentaria que contaría con el apoyo de los nacionalistas para sobrevivir.
El 7 de octubre del 2010, Rutte le presentó el acuerdo de gobierno a la Reina Beatriz que encargó a Rutte formar gobierno.
Finalmente el 14 de octubre del 2010, Mark Rutte tomó posesión del cargo de primer ministro, al mismo tiempo que los ministros de su gobierno tomaban posesión de sus respectivas carteras; todo ello después de que fueran juramentados formalmente por la reina Beatriz. Rutte se convierte así en el primer liberal que ocupa el cargo de primer ministro de los Países Bajos desde el año 1918 y el suyo es el primer gobierno de minoría parlamentaria desde los tiempos de la Segunda Guerra Mundial. Una de las leyes que ha aprobado el ministro es la prohibición de la venta de cannabis en los coffeshops a los turistas, esta ley ha causado gran controversia debido a que se defiende que el turismo en Ámsterdam en gran parte es gracias a la venta de esta sustancias psicoactiva.[cita requerida]

#### Primera dimisión
El 23 de abril de 2012 Mark Rutte anunció a la reina Beatriz su renuncia y la de todos los ministros y secretarios de Estado de su gobierno; la dimisión del gobierno en pleno era el fin de la crisis política ocasionada por la negativa del Partido por la Libertad del ultraderechista Wilders a apoyar el plan de recortes presupuestarios por valor de 15 000 millones de euros presentado por Rutte y su gobierno. Ante esa falta de apoyo de los ultraderechistas (que no aceptaban los recortes "impuestos" por la Unión Europea) el gobierno Rutte perdió la mayoría parlamentaria y en consecuencia no pudo aprobar el presupuesto nacional. Después de la renuncia, el gobierno se mantuvo en el poder hasta que se celebraron elecciones parlamentarias anticipadas.

### Segundo gobierno (2012-2017)
El 27 de abril de 2012 el gobierno de Rutte convocó las elecciones anticipadas para el 12 de septiembre de 2012. En las elecciones Rutte fue virtualmente reelegido Primer ministro; en concreto el Partido Popular por la Libertad y la Democracia de Rutte obtuvo el primer lugar en los resultados oficiales definitivos, al conseguir 2 449 682 votos populares equivalentes al 26,50 % del total de los sufragios emitidos y obtener así 41 diputados en la Segunda Cámara de los Estados Generales (un 6 % de los sufragios y 10 diputados más que en las elecciones anteriores).
El Partido del Trabajo (PvdA), socialdemócrata, llegó en segundo lugar al igual que en las elecciones anteriores; obtuvo 2 292 073 sufragios equivalentes al 24,70 % del total y 38 diputados.
En tercer lugar repitió el Partido por la Libertad (PVV) de extrema derecha, pero con muchos menos votos y escaños; este partido obtuvo 934 060 votos equivalentes al 10,10 % y 15 diputados. En cuarto lugar llegó el Partido Socialista (SP) que obtuvo 894 783 votos equivalentes al 9,60 % y 15 diputados.
El quinto lugar fue para el partido Llamada Democristiana (CDA), que obtuvo 788 942 sufragios equivalentes al 8,50 % y 13 diputados. En sexto lugar llegó Demócratas 66 (D66), socioliberal de centroizquierda, que obtuvo 732 113 sufragios equivalentes al 7,90 % y 12 diputados. El séptimo lugar fue para la Unión Cristiana (CU) que obtuvo 288 785 votos equivalentes al 3,10 % y 5 diputados.
El octavo lugar fue para Izquierda Verde (GL) que obtuvo 213 757 votos equivalentes al 2,30 % y 4 diputados. El noveno lugar fue para el Partido Político Reformado (SGP), que obtuvo 195 355 sufragios equivalentes al 2,10 % y 3 diputados. Los últimos partidos que alcanzaron suficientes votos para entrar a la Cámara Baja del Parlamento fueron Partido por los Animales (PvdD) y 50PLUS (un partido que defiende los derechos de los pensionados jubilados) que obtuvieron alrededor de 1,90 % de los votos y 2 diputados cada uno.
Con estos resultados Rutte y su partido pudieron pactar con otro partido, entre los laboristas del Partido del Trabajo; ambos partidos son europeístas y sus excelentes resultados electorales se interpretan como una derrota de los partidos extremistas contrarios al compromiso de los Países Bajos con las medidas de disciplina fiscal acordadas por la Unión Europea e incluso al euro. Al fin y al cabo el gobierno se formó gracias al pacto entre los liberales y los socialdemócratas.

### Tercer gobierno (2017-2021)
El 15 de marzo de 2017, el VVD, liderado por Rutte, salió como el partido más votado por tercera vez consecutiva en las elecciones generales de los Países Bajos de 2017. Después de 7 meses de negociaciones, el Rey Guillermo Alejandro de los Países Bajos juramentó al Gabinete Rutte III, liderado por el primer ministro Mark Rutte, el 26 de octubre de 2017. El Gabinete está formado por los partidos Partido Popular por la Libertad y la Democracia (VVD), Llamada Demócrata Cristiana (CDA), Demócratas 66 (D66) y Unión Cristiana (CU).
Sus principales objetivos eran recortar el gasto público, sobre todo en sanidad, y eximir a las grandes empresas de un impuesto sobre los dividendos, pero posteriormente lo abandonó. También declaró que "no habrá más dinero para Grecia" y se comprometió a despenalizar la negación del Holocausto, aunque también renunció a ella.
En el contexto de la pandemia de Covid-19 de 2020, se opuso a que la Unión Europea organizara una ayuda financiera para los países más afectados, antes de acceder por presión de sus aliados europeos.

#### Segunda dimisión
El 15 de enero de 2021 el Gobierno de coalición, liderado por Rutte, dimitió en bloque a raíz de un escándalo por los errores cometidos en la retirada de ayudas públicas a 26 000 familias y las acusaciones de xenofobia en los criterios aplicados.
El asunto comenzó a destaparse en 2014 por la abogada de origen español Eva González Pérez, casada con un holandés que regentaba una red de centros infantiles en varias ciudades del país. Al observar que varios padres habían dejado de llevar a sus hijos al colegio, decidió investigar el motivo de tales ausencias. A través de las familias descubrió que el Ministerio de Economía del país, a través de la Hacienda Pública, les había reclamado la devolución de ayudas públicas vinculadas al cuidado de hijos, acusándolos de fraude en su percepción. En algunos casos, las cuantías exigidas llegaban hasta los 100 000 euros, por lo que muchos progenitores se vieron obligados a endeudarse e incluso perder su residencia por embargo.
La letrada llevó a juicio el caso, representando a varias de esas familias, tras hallar un patrón en la retirada de las ayudas: la mayor parte de las reclamaciones estaban dirigidas a familias de origen extranjero - generalmente turco y marroquí -. Además, el alegado fraude, en numerosas ocasiones, consistía en la falta de una firma en la documentación y en otras ni siquiera se presentaban pruebas por parte de la Administración Tributaria para justificar su actuación.
Finalmente, la magnitud del caso determinó la formación de una Comisión parlamentaria de investigación en el Congreso del país en 2019. En sus conclusiones determinó que “hubo una falta institucionalizada de imparcialidad" en la retirada de las ayudas y que "los funcionarios interpretaron de forma estricta la normativa contra el fraude”, eludiendo incluso la legislación sobre Protección de Datos al indicar en los respectivos expedientes el origen de las familias investigadas. Como consecuencia, en aquel año se vio obligado a dimitir el secretario de Estado de Finanzas Menno Snel, acusado de ocultar información a la Cámara.
A pesar de que el Gobierno admitió las acusaciones y prometió compensar a cada familia con 30.000 euros, se vio obligado a presentar su dimisión al rey Guillermo Alejandro el 15 de enero de 2021, en plena pandemia de COVID-19, permaneciendo en funciones. No obstante, el titular de Economía, Eric Wiebes, tuvo que dejar su cartera de forma inmediata al ser el responsable de la autoridad fiscal durante los años en que se fraguó el caso. La dimisión tuvo carácter simbólico, ya que las elecciones generales al Parlamento de los Países Bajos ya estaban previstas para el 17 de marzo de 2021, por agotamiento del mandato.

### Cuarto gobierno (2021-2024)
El 17 de marzo de 2021, el Partido Liberal por la Libertad y la Democracia de Mark Rutte volvió a ganar las elecciones por cuarta vez, obteniendo 36 de los 150 escaños del Parlamento. El partido liberal de izquierdas de la diplomática Sigrid Kaag, D66, obtuvo 24 escaños, adelantando al partido de ultraderecha de Geert Wilders, PVV, que obtuvo 17 escaños. En cuarto y quinto lugar se situaron los democratacristianos de la CDA, con 15 diputados, y los socialdemócratas del PvdA, con 9 escaños. Los ecologistas de GroenLinks obtuvieron 7 asientos y los socialistas radicales, 9. El partido de derecha, Foro para la Democracia (FVD), liderado por Thierry Baudet, ha pasado de 2 a 8 diputados. Por último, se estrenaron en la vida parlamentaria varios grupos pequeños. Entre ellos, Volt, el partido paneuropeo, con 3 diputados, y JA21, que se escindió del grupo de Baudet, con 3 escaños.
Las elecciones estuvieron marcadas por la pandemia de COVID-19, pero transcurrieron sin incidentes, con una elevada participación del 81 %. Los mayores de 70 años pudieron votar los dos días previos a la contienda electoral para evitar contagios.
En diciembre de 2021 consiguió formar gobierno para su cuarto mandato. El nuevo gobierno, liderado por Rutte, es una coalición entre el VVD, D66, la CDA y la Unión Cristiana (CU).

## Secretario General de la OTAN

### 2024
Tras su salida de la política nacional, Rutte sucedió a Jens Stoltenberg como secretario general de la Organización del Tratado del Atlántico Norte el 1 de octubre de 2024 durante una ceremonia de entrega en la sede de la OTAN en Bruselas. A pesar de haber declarado previamente que quería centrarse en la enseñanza secundaria después de su mandato como primer ministro, anunció su candidatura para el cargo en octubre de 2023. Su candidatura recibió el apoyo público de los gobiernos de los Estados Unidos, el Reino Unido, Alemania y Francia en febrero de 2024. Rutte logró superar la oposición de los últimos reticentes de Turquía, Hungría, Eslovaquia y Rumania en los meses siguientes, y su único oponente, el presidente rumano Klaus Iohannis, se retiró una semana antes de su nombramiento oficial el 26 de junio de 2024.
En octubre de 2024, Rutte dijo que más de 600 000 soldados rusos habían muerto o resultado heridos durante la guerra con Ucrania.
Como secretario general, Rutte instó a los países miembros a aumentar su gasto y producción en defensa, afirmando que se requería una mentalidad de guerra. Añadió que el gasto adicional sería necesario para garantizar una defensa colectiva y evitar un ataque ruso tras su invasión de Ucrania.
Rutte ha instado repetidamente a enviar más armas a Ucrania. Dijo que cualquier futura conversación de paz con Rusia debería ser liderada por Ucrania desde una posición de fuerza.
Rutte criticó la postura de China hacia Taiwán, afirmando que «China está intimidando a Taiwán y buscando acceder a nuestra infraestructura crítica de maneras que podrían paralizar nuestras sociedades». Añadió: «Rusia, China, pero también Corea del Norte e Irán, se esfuerzan por debilitar a Norteamérica y Europa. Para socavar nuestra libertad, pretenden remodelar el orden global, no para crear uno más justo, sino para asegurar sus propias esferas de influencia».

### 2025
En marzo de 2025, tras el anuncio de la nueva administración Trump de que no apoyaba la membresía de Ucrania en la OTAN, Rutte declaró que a Ucrania nunca se le había prometido la membresía en la OTAN como parte de un acuerdo de paz, y que Europa y Estados Unidos deberían eventualmente normalizar las relaciones con Rusia después de un acuerdo de paz.

## Vida personal
Rutte es solteroy miembro de la Iglesia protestante neerlandesa. Mientras era primer ministro, Rutte enseñaba estudios sociales los jueves por la mañana en el Johan de Witt College, una escuela secundaria en La Haya. Rutte es un admirador del historiador estadounidense Robert Caro, especialmente de su biografía de Robert Moses de 1974, The Power Broker. Su vehículo es un Saab 9-3 familiar. Antes de mudarse a Bruselas en 2024 tras su nombramiento como secretario general de la OTAN, vivió en un apartamento en Benoordenhout, un barrio de La Haya, durante varias décadas.